# Polityka bezpieczeństwa Unii Europejskiej
Formalne wprowadzenie polityki obronnej w ramy Unii Europejskiej nastąpiło w ramach Traktatu z Maastricht.

## Instytucje,organy i jednostki polityki bezpieczeństwa
- Europejska Agencja Obrony
- Centrum Satelitarne UE
- Europejski Instytut Studiów nad Bezpieczeństwem
- Europejska Polityka Bezpieczeństwa i Obrony – ESDP
  - Komitet Polityczny i Bezpieczeństwa
  - Komitet Wojskowy UE
  - Sztab Wojskowy UE
  - Grupa Polityczno-Wojskowa
- Europejskie Grupy Bojowe[1]
- Europejski Plan Rozwoju Zdolności Obronnych
- Europejski Cel Operacyjny UE
- Europejskie Siły Szybkiego Reagowania

## Operacje wojskowe i cywilne Unii Europejskiej
- Althea w Bośni i Hercegowinie
- Aceh Monitoring Mission w Indonezji
- EUSEC oraz EUPOL KINSHASA w Demokratycznej Republice Konga
- EUJUST LEX w Iraku
- Concordia w Macedonii
- EUJUST Themis w Gruzji
- Ponadto, siły UE i NATO wspierają Unię Afrykańską w prowadzonej przez nią operacji pokojowej AMIS II w Darfurze (Sudan)
- EULEX Kosowo w Kosowie[2].

## Budżety obronne państw członkowskich
| Lp      | Kraj            | Budżet obronny (USD) |
| ------- | --------------- | -------------------- |
| W sumie | Unia Europejska | 293 658 000 000      |
| 1       | Wielka Brytania | 70 136 000 000       |
| 2       | Francja         | 65 370 000 000       |
| 3       | Niemcy          | 45 100 000 000       |
| 4       | Włochy          | 41 093 537 000       |
| 5       | Hiszpania       | 15 792 207 000       |
| 6       | Polska          | 11 543 567 000       |
| 7       | Holandia        | 9 445 500 000        |
| 8       | Grecja          | 7 648 561 000        |
| 9       | Szwecja         | 6 309 137 714        |
| 10      | Belgia          | 3 999 000 000        |
| 11      | Portugalia      | 3 497 800 000        |
| 12      | Dania           | 3 271 600 000        |
| 13      | Rumunia         | 2 900 000 000        |
| 14      | Finlandia       | 2 800 000 000        |
| 15      | Austria         | 2 334 900 000        |
| 16      | Czechy          | 2 170 000 000        |
| 17      | Słowacja        | 1 408 000 000        |
| 18      | Irlandia        | 1 300 000 000        |
| 19      | Węgry           | 1 080 000 000        |
| 20      | Chorwacja       | 958 000 000          |
| 21      | Bułgaria        | 730 000 000          |
| 22      | Cypr            | 384 000 000          |
| 23      | Słowenia        | 370 000 000          |
| 24      | Luksemburg      | 231 600 000          |
| 25      | Litwa           | 230 800 000          |
| 26      | Estonia         | 155 000 000          |
| 27      | Łotwa           | 87 000 000           |
| 28      | Malta           | 44 640 000           |

## Porównanie wojsk narodowych

### Siły lądowe
Źródło: Publikacja brytyjskiego ministerstwa obrony, stan 2016: rok
| Państwo         | Czołgi podstawowe |
| --------------- | ----------------- |
| Austria         | ?                 |
| Belgia          | 32                |
| Bułgaria        | 314               |
| Chorwacja       | ?                 |
| Cypr            | ?                 |
| Czechy          | 123               |
| Dania           | 56                |
| Estonia         | ?                 |
| Finlandia       | ?                 |
| Francja         | 484               |
| Grecja          | 1621              |
| Hiszpania       | 476               |
| Holandia        | 114               |
| Irlandia        | ?                 |
| Litwa           | ?                 |
| Luksemburg      | ?                 |
| Łotwa           | ?                 |
| Malta           | ?                 |
| Niemcy          | 816               |
| Polska          | 984               |
| Portugalia      | 220               |
| Rumunia         | 725               |
| Słowacja        | 30                |
| Słowenia        | ?                 |
| Szwecja         | ?                 |
| Węgry           | 74                |
| Wielka Brytania | 253               |
| Włochy          | 1168              |
| Razem           | 7490              |